# Алферовка
Алфе́ровка (рос. Алфёровка) — село у складі Абдулинського міського округу Оренбурзької області, Росія.

## Населення
Населення — 22 особи (2010; 54 у 2002).
Національний склад (станом на 2002 рік):
- росіяни — 87 %